# Karl Weber (Politiker, 1898)

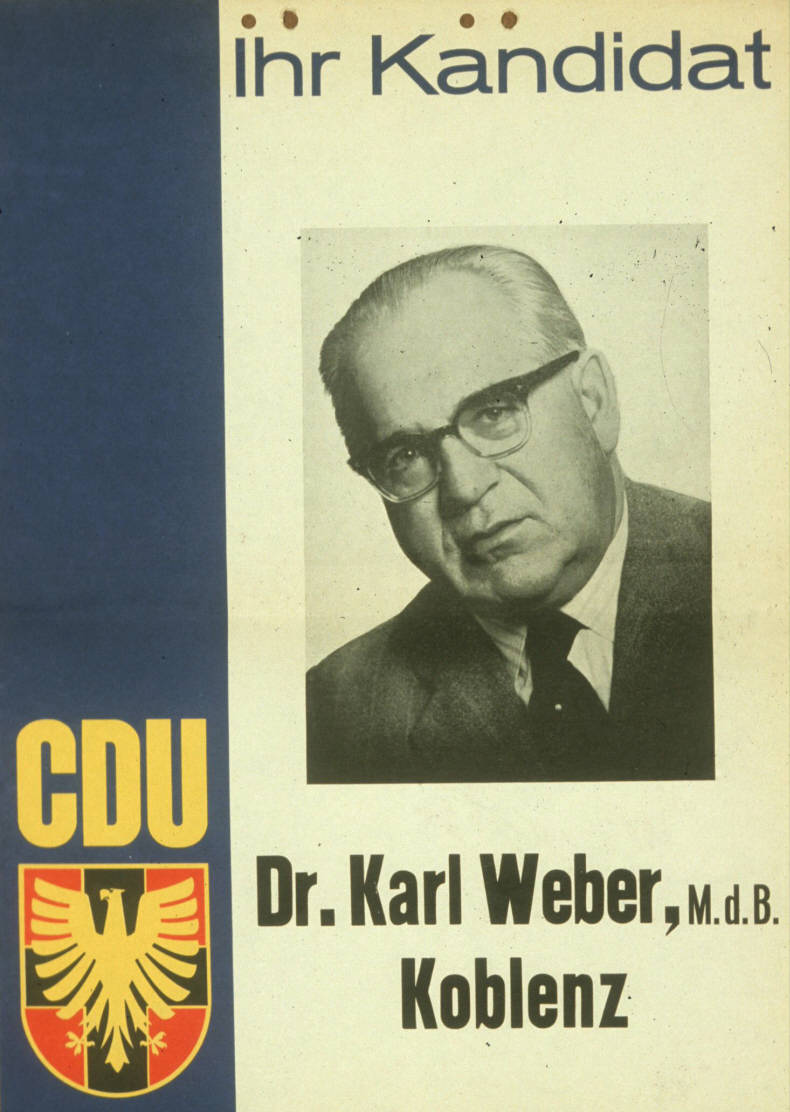
Karl Weber auf einem Wahlplakat zur Bundestagswahl 1961

Karl Weber (* 8. März 1898 in Arenberg bei Koblenz; † 21. Mai 1985 in Koblenz) war ein deutscher Politiker (CDU). Er war 1965 Bundesminister der Justiz.

## Leben und Werdegang
Nach dem Abitur 1916 nahm Weber zunächst als Soldat am Ersten Weltkrieg teil. Danach absolvierte er ein Studium der Rechtswissenschaft in Bonn und legte beide juristischen Staatsexamina ab. In Bonn wurde er Mitglied der KDStV Staufia Bonn im CV. 1924 wurde er zum Doktor der Rechte promoviert. Seit 1925 war er als Rechtsanwalt in Koblenz tätig. Von 1939 bis 1945 nahm er als Soldat am Zweiten Weltkrieg teil. 
Am 6. Februar 1947 wurde er zum ersten Präsidenten der Rechtsanwaltskammer Koblenz gewählt; dieses Amt bekleidete er bis 1975. Von 1960 bis 1971 war er Vizepräsident des Deutschen Anwaltvereins. Von 1967 bis 1974 war er auch Präsident der Bundesrechtsanwaltskammer. Weber war von 1947 bis 1969 Intendant des 1808 gegründeten Koblenzer Musik-Instituts.

## Politik
Bereits als Jugendlicher engagierte sich Weber politisch in der Zentrumspartei. Er zählte zu den Mitbegründern der CDU in Rheinland-Pfalz. Von 1950 bis 1965 war er Vorsitzender des CDU-Bezirksverbandes Koblenz.
Von 1949 bis 1965 war er Mitglied des Deutschen Bundestages. Seit 1957 gehörte er bis zu seiner Berufung zum Bundesminister als Vorsitzender des Arbeitskreises Recht auch dem Vorstand der CDU/CSU-Bundestagsfraktion an. Weber war als direkt gewählter Abgeordneter des Wahlkreises Koblenz in den Deutschen Bundestag eingezogen. Für die Bundestagswahl 1965 wurde er von seiner Partei nicht erneut nominiert.
Am 27. März 1965 wurde er als Bundesminister der Justiz in die von Bundeskanzler Ludwig Erhard geführte Bundesregierung berufen. Nach der Bundestagswahl 1965 wurde er nicht erneut in das Amt berufen. Er ist bis heute (2025) der einzige Bundesjustizminister, den die CDU je gestellt hat.

## Ehrungen
- Großes Bundesverdienstkreuz mit Stern und Schulterband (1968)
- In seiner Heimatstadt Koblenz wurde ihm zu Ehren das Karl-Weber-Haus (Bahnhofplatz 7) benannt, das am 26. Februar 2000 eingeweiht wurde.